# Fåglarö (Haninge kommun)
Fåglarö är en ö utanför Dalarö i Haninge kommun. Fåglarö har på grund av landhöjningen vuxit samman med de intilliggande öarna Stora Långholmen, Ladholmen och Mörholmen. Runt Fåglarö ligger flera holmar och öar som tillsammans bildar en mindre skärgård. De bebodda delarna heter Stora Segholmen, Lilla Segholmen, Trätholmen och Fladdörren. Flera öar är inte bebodda, exempelvis Vallboskär, som är fågelskyddsområde, Lilla Långholmen, Måskobbarna, Gula Grunden och Gråkobben. Norr om ögruppen ligger en granitvall i form av öarna Aspön, Dalarö skans, Kycklingarna, Toklo och Havtornsudd på Gålö. I söder ligger Ornö.
Ön inkl omgivande öar har 101 tomter och har daglig förbindelse till Stockholm med Waxholmsbolagets båtar. I området finns en idéll förening förening som heter Fåglarö Fiske och Tomtägarförening som tillsammans består av 100 tomter varav en tomt ägs gemensamt av alla medlemmar. Den gemensamma tomten är all mark och vatten i området mellan de privata tomterna. Den enda tomten som inte är med i föreningen ägs av en aktiv bonde som bedriver kreatursskötsel, jakt och entreprenad.